# Ammophila striata
Ammophila striata är en biart som beskrevs av Alexander Mocsáry 1878. Ammophila striata ingår i släktet Ammophila och familjen grävsteklar.

## Underarter
Arten delas in i följande underarter:
- A. s. nadigi
- A. s. striata